# Vladimír Kolár
Vladimír Kolár (* 22. června 1947 Praha) je český prozaik, novinář, publicista a literární kritik.

## Život
Narodil se v rodině spisovatelky, dramatičky a scenáristky Jaromíry Kolárové a novináře a publicisty Františka J. Kolára. Po absolvování Střední všeobecně vzdělávací školy v Ostravě vystudoval v letech 1965–1970 obor filozofie-čeština na Filozofické fakultě Univerzity Karlovy v Praze. Doktorát filozofie získal v roce 1975, kdy obhájil práci věnovanou existenciální filozofii Nikolaje Berďajeva a její reflexi.
Vojenskou základní službu vykonával v armádním vysílání Československého rozhlasu, v letech 1972–1974 byl redaktorem Československé televize, v dalších dvou letech působil v Literárním měsíčníku (teorie, kritika, společenské vědy). V letech 1975–1980 byl odborným pracovníkem Ústavu pro českou a světovou literaturu ČSAV v Praze, kde se věnoval literární teorii a filozofickým aspektům literární tvorby v souvislosti s působením vědeckotechnické revoluce. V rámci odborné činnosti ústavu publikoval také studie literárněhistorické. V letech 1981–1988 byl šéfredaktorem revue Film a doba, v letech 1989–1990 působil v Literárním měsíčníku, v prvním roce jako šéfredaktor a předseda redakční rady. V dalších letech se věnoval převážně pedagogické činnosti na základní a střední škole. Krátce pracoval také v kulturních rubrikách denního tisku (Haló noviny 1991–1992, Práce 1997), poté působil v oblasti public relations a znovu jako středoškolský učitel. V současnosti pracuje jako jazykový redaktor.
Publikovat začal v časopise Červený květ v Ostravě (básně, 1964), od roku 1965 přispíval do Univerzity Karlovy, později do Tvorby, Literárního měsíčníku, Rudého práva, Mladého světa, Mladé fronty, Světa práce, České literatury, Filmu a doby aj. Přispěl též do četných sborníků a kolektivních literárněvědných prací, např. Dobrý deň Lacovi Novomeskému (Bratislava 1975), Sborník z mezinárodní literárněvědné konference Bezručova Opava 1978, Umění a kritika – Sborník příspěvků z brněnského sympozia o kritice konaného v červnu 1979, Wolker dnešku – Z diskuse na vědecké konferenci u příležitosti 80. výročí narození Jiřího Wolkra v roce 1980 v Prostějově, Vedeckotechnická revolúcia a literatura (Bratislava 1982), Vlašín, Š. a kol. : Spoluvytvářet pravdu zítřka (Praha 1982), Zeman, M. a kol.: Rozumět literatuře I – Interpretace základních děl české literatury (Praha 1986, 1989) aj.

## Dílo

### Beletrie
- Svět bez masky, 1980 – povídky
- Táta je doma, 1981 – novela
- Pachuť medu, 1989 – román
- Co už máma nenapsala, 2008 – vzpomínková próza
- Bylo to hustý, pane profesore, 2011 – novela
- František J. Kolár: U Dunkerquu za svobodu, v Ruzyni za čest (Vzpomínky - spoluautorství), 2016)
- Vyhnaní ze života. Tragický osud židovské rodiny v době nacismu, 2022 - próza
- Drobky a střepy,  2024 - vzpomínková próza

### Odborné publikace
- Mladé zápasy, 1981 – kritické studie o poezii
- Sondy, 1981 – kritiky, společně s Janem Adamem a Petrem Bílkem
- V nechtěné roli (Příběh legionáře a divadelníka Pavla Setničky), 2019 - literatura faktu